# Freony
Freony, chlorofluorowęglowodory (CFC, od ang. chlorofluorocarbons) – grupa chloro- i fluoropochodnych węglowodorów alifatycznych. Freony były masowo stosowane jako ciecze chłodnicze w chłodziarkach, gaz nośny w aerozolowych kosmetykach oraz do produkcji spienionych polimerów, aż do odkrycia, że są to substancje zubożające warstwę ozonową. W latach 90. XX wieku uznano je powszechnie za szkodliwe dla środowiska, ich produkcja i wykorzystanie zostały znacząco zredukowane. Słowo freon jest zarejestrowanym znakiem handlowym należącym do koncernu DuPont.

## Historia i wykorzystanie
Wynalazcą freonu był Thomas Midgley. Najpopularniejszym freonem stał się R-12, czyli dichlorodifluorometan, CCl2F2. Freony są nietoksyczne i niepalne. W temperaturze pokojowej i ciśnieniu atmosferycznym są gazami. W instalacjach chłodniczych freony występują w fazie ciekłej i gazowej. Freony łatwo ulatniają się do atmosfery z nieszczelnych instalacji, bez pozostawiania widocznych śladów wycieku, co powoduje, że nieszczelności takie trudno jest wykryć, o ile nie towarzyszy im wyciek oleju obecnego zazwyczaj w układzie.
Głównym następcą freonu R-12 jako cieczy chłodniczej stał się R-134a, czyli 1,1,1,2-tetrafluoroetan (nazwy handlowe Suva 134a; Solkane 134a; Genetron 134a). Freony to związki fluoru, chloru i węgla, R-134a jest fluorowanym węglowodorem zawierającym niepodstawione atomy wodoru (nie zawiera chloru). Jego wzór sumaryczny to CH2FCF3.

## Znaczenie dla środowiska
W latach 1970. opublikowano badania dowodzące, że emisja freonów do atmosfery powoduje niszczenie warstwy ozonowej w atmosferze. Temat zyskał na popularności w latach 80. i 90., kiedy obniżenie koncentracji ozonu nad Antarktydą, zwane dziurą ozonową, stało się oczywiste. Aktualnie istnieje szereg badań, prowadzonych przez niezależne ośrodki naukowe, potwierdzających szkodliwość działania freonów i wskazujących na ich kumulację w atmosferze, ze względu na ich trwałość. Potencjał niszczenia ozonu (wskaźnik ODP) dla freonu CFC-11 stał się podstawą skali, z wartością 1.
Chlorofluorowęglowodory są także istotnymi gazami cieplarnianymi. Potencjał tworzenia efektu cieplarnianego (wskaźnik GWP) niektórych substancji z tej grupy jest tysiące razy wyższy niż w przypadku dwutlenku węgla.

## Kontrola
Ze względu na te efekty, zostały opracowane regulacje prawne ograniczające użycie freonów, w tym także regulacje międzynarodowe, do których przystąpiła większość krajów świata: konwencja wiedeńska w sprawie ochrony warstwy ozonowej, a następnie protokół montrealski. Największe gospodarki świata zgodziły się na zamrożenie produkcji freonów na poziomie z roku 1986. Także w Polsce są to substancje kontrolowane, których wprowadzenie do obrotu wiąże się z opłatami (z wyjątkiem produkcji leków).
CFC zostały zastąpione w chłodnictwie przez związki HCFC (częściowo halogenowane chlorofluorowęglowodowy), które mają znacznie niższy potencjał niszczenia ozonu. Jednak HCFC także są gazami cieplarnianymi

## Substancje
| Oznaczenia | Oznaczenia | Nazwa angielska                        | Nazwa polska                         | Potencjał niszczenia ozonu (ODP) | Potencjał tworzenia efektu cieplarnianego (GWP) |
| ---------- | ---------- | -------------------------------------- | ------------------------------------ | -------------------------------- | ----------------------------------------------- |
| R-11       | CFC-11     | trichlorofluoromethane                 | trichlorofluorometan                 | 1,0                              | 4660                                            |
| R-12       | CFC-12     | dichlorodifluoromethane                | dichlorodifluorometan                | 0,82                             | 10 200                                          |
| R-13       | CFC-13     | chlorotrifluoromethane                 | chlorotrifluorometan                 | 1,0                              | 13 900                                          |
| R-22       | HCFC-22    | chlorodifluoromethane                  | chlorodifluorometan                  | 0,04                             | 1760                                            |
| R-23       | HFC-23     | trifluoromethane                       | trifluorometan                       | <0,004                           | 12 400                                          |
| R-113      | CFC-113    | trichlorotrifluoroethane               | trichlorotrifluoroetan               | 0,85                             | 5820                                            |
| R-114      | CFC-114    | 1,2-dichloro-1,1,2,2-tetrafluoroethane | 1,2-dichloro-1,1,2,2-tetrafluoroetan | 0,58                             | 8590                                            |
| R-115      | CFC-115    | 1-chloro-1,1,2,2,2-pentafluoroethane   | 1-chloro-1,1,2,2,2-pentafluoroetan   | 0,5                              | 7670                                            |
| R-116      | PFC-116    | hexafluoroethane                       | heksafluoroetan                      | 0                                | 11 100                                          |
| R-134a     | HFC-134a   | 1,1,1,2-tetrafluoroethane              | 1,1,1,2-tetrafluoroetan              | 0                                | 1300                                            |
| R-227ea    | HFC-227ea  | 1,1,1,2,3,3,3-heptafluoropropane       | 1,1,1,2,3,3,3-heptafluoropropan      | 0                                | 3350                                            |